# Piero Colombi
Piero Colombi (Milano, 15 aprile 1899 – Sciaffusa, 21 agosto 1960) è stato un giornalista e editore italiano.

## Biografia
Nel 1946 Piero Colombi ha contribuito in modo determinante alla nascita del quotidiano economico-finanziario 24 Ore che ha diretto per 14 anni fino alla sua prematura scomparsa.
Figlio di Enrico, piccolo imprenditore e di Luigia Brambilla, casalinga, ebbe una sorella maggiore, Bice. Sposò nel 1924 Maria Pizzagalli da cui ebbe due figli: Enrico e Carlo.

Ragazzo del '99

Nel 1917, dopo la Battaglia di Caporetto, ottenuto il diploma di maturità “moderna” (scientifica), si arruolò nell'Esercito Italiano, uno dei Ragazzi del '99, come sottotenente di artiglieria di campagna. Fu smobilitato dopo il 4 novembre 1918 e gli fu attribuita la Croce di guerra al valor militare. Al ritorno alla vita civile si trovò iscritto al Politecnico di Milano su iniziativa del secondo marito di sua madre, Attilio Franco, ingegnere.
Nel 1925 ottenne la laurea in Ingegneria Civile ma non esercitò mai tale professione, mentre divenne procuratore di un agente di cambio della Borsa di Milano ed iniziò una collaborazione fissa col Corriere della Sera per la fornitura di un commento di borsa quotidiano che mantenne fino alla sua scomparsa nel 1960.
Nel 1933 creò la SASIP, società di studi e pubblicazioni finanziarie, tra cui l'annuario Il taccuino dell'azionista che per più di mezzo secolo ha rappresentato una fonte primaria indipendente di informazione ed analisi delle società italiane quotate.

Richiamato alle armi

Nel giugno 1940 fu richiamato alle armi come capitano di artiglieria di campagna.
Dopo la deposizione di Mussolini del 25 luglio 1943, consolidò i suoi precedenti contatti con l'antifascismo militante iscrivendosi al Partito d'Azione, nato dal movimento Giustizia e Libertà dei Fratelli Rosselli. L'8 settembre lasciò l'esercito entrando in clandestinità. Fece parte del CLN del Corriere della Sera e del CLN Alta Italia come tesoriere e partecipò attivamente alla Resistenza in stretto collegamento con Ferruccio Parri.
Nel 1945 il CLNAI gli affidò l'incarico di Commissario Straordinario della SAFFA in sostituzione del CdA compromesso col regime fascista. Il 2 luglio 1945 la nomina fu sancita dall'Allied Military Government of Occupied Territories per la Regione Lombardia. Dopo solo otto mesi (a differenza della maggior parte degli altri Commissari che mantennero l'incarico per anni) Colombi convocò la prima assemblea del dopoguerra che, eleggendo il nuovo CdA, lo chiamò a farne parte. (cfr. "1945: Commissari straordinari e Consigli di gestione"). Nei successivi mandati fu sempre rieletto consigliere fino alla sua scomparsa e ciò può considerarsi un esempio significativo di anticipazione della figura degli amministratori indipendenti attualmente prevista per le società quotate.

1948: Colombi a Milano dopo la nomina a Direttore del 24 Ore

Nel 1946, con l'obiettivo di dotare il paese, appena uscito dalla guerra e dalla dittatura, di un moderno strumento di informazione economica e finanziaria sul modello del Financial Times, partecipò attivamente alla fondazione di 24 Ore insieme ad un gruppo di giovani economisti raccolti intorno a Ferdinando di Fenizio, Libero Lenti e Roberto Tremelloni. Il 1º febbraio 1948 gli venne affidata la direzione del giornale che mantenne per 14 anni fino alla sua prematura scomparsa.
Europeista convinto, anticipando i tempi, negli anni cinquanta, in collaborazione tra 24 Ore ed il quotidiano economico Handelsblatt di Düsseldorf, creò un numero speciale annuale che contribuì fattivamente alla riapertura delle relazioni commerciali italo-tedesche e promosse numerose iniziative editoriali congiunte con vari giornali economici dei paesi del M.E.C.
Nel 1958, motu proprio del Capo dello Stato, Giovanni Gronchi, gli venne conferita l'onorificenza di Commendatore al Merito della Repubblica Italiana.
È scomparso nel 1960 all'età di 61 anni, stroncato da un malore improvviso.
Negli anni settanta il Consiglio Comunale di Milano, sotto il Sindaco Aldo Aniasi, gli intitolò una via nel quartiere Bisceglie.
Il 2 novembre 2010 il nome di Piero Colombi è stato iscritto al Famedio, nel corso di una cerimonia pubblica, in presenza del Sindaco Letizia Moratti.
Il 14 febbraio 2011, a Palazzo Marino a Milano, è stato celebrato il cinquantenario della morte di Piero Colombi “Padre del giornalismo economico in Italia”, su iniziativa del Presidente del Consiglio Comunale Manfredi Palmeri, con le testimonianze di Salvatore Carruba, (ex direttore de Il Sole 24 ore), Franco Morganti (docente universitario e collaboratore del Corriere della Sera) e Salvatore Bragantini (economista ed editorialista del Corriere della Sera)